# NGC 6074
NGC 6074 ist eine gravitationell gebundene Doppelgalaxie, bestehend aus den Galaxien PGC 57419 und PGC 57418. NGC 6074-1 oder NGC 6074B ist eine Spiralgalaxie vom Hubble-Typ S und besitzt eine scheinbare Helligkeit von 14,5 mag, PGC 57418 (auch NGC 6074-2 oder NGC 6074A) ist eine elliptische Galaxie vom Hubble-Typ E im Sternbild Herkules.
Sie wurde am 21. Juni 1874 von Édouard Stephan entdeckt.